# Гърляно

Надморска височина при кръстопътя – 940 м
 Тази статия е за кюстендилското село Гърляно.  За селото във Винишко, Република Македония, вижте Гърляни.  
Гърляно е село в Западна България в община Кюстендил, област Кюстендил.

## География
Село Гърляно се намира в планински район, в Географска област Каменица, в полите на планината Осогово, по двата бряга на река Бистрица, на 12 km западно от гр. Кюстендил. Името на селото идва от стесненото поречие (гърло) на р. Бистрица, преди напускането на Осоговската планина.
Селото е разпръснат тип, образувано от 8 махали: Балиндолска, Стругарска, Биковци, Ресенска, Лажовска, Баовечка, Джопърци и Рекалийска.
Климат: умерен, преходно-континентален с влияние на близката планина – късни пролетни и ранни есени слани.
През годините селото принадлежи към следните общини: Преколница (1883 – 1887), Гърляно (1887 – 1889), Преколница (1889 – 1926), Раненци (1926 – 1978), Гюешевска селищна система (1978 – 1983), Гърлянска селищна система (1983 – 1987), кметство към община Кюстендил (от 1987 г.). 

## Население
През 1866 г. жителите са 200.
Към средата на 2021 г. постоянно живеещите са 108 души.
| Година    | 1880 | 1900 | 1920 | 1926 | 1934 | 1946 | 1956 | 1965 | 1975 | 1985 | 1992 | 2001 | 2010 |
| Население | 301  | 324  | 402  | 394  | 427  | 411  | 423  | 281  | 285  | 247  | 266  | 214  | 185  |

## История
Няма запазени писмени данни за времето на възникване на селото. Останките от късноантично укрепление и селище и от късносредновековно селище, църква и некропол свидетелстват, че районът е населяван от дълбока древност. По всяка вероятност селото е възникнало като рударско във връзка с оловно-цинковите руди в Сребърно коло, за добив главно на олово и сребро.
Село Гърляно е старо средновековно селище, регистрирано в турски данъчен регистър от 1570 – 1572 г. под името Гирлани като тимар към нахия Ълъджа (Кюстендил) на Кюстендилския санджак с 18 домакинства, 14 ергени и 1 бащина. В регистър на джелепкешани от 1576 г. Гърляни е отбелязано като част от каза Илидже. Посочени са Нено Младен, Райке Райчин, Продан Рале, Иван Рале, натоварени да доставят съответно 40, 75, 75 и 75 овце.
В края на XIX век селото има 7454 дка землище, от които 2900 дка селска мера, 1865 дка гори, 795 дка естествени ливади, 13 дка градини, 1917 дка ниви.
Основен поминък на селяните са земеделието и животновъдството. Развити са домашни занаяти. В селото имало две дъскорезници, 1 дарак, 2 тепавици, няколко воденици-караджейки. Поради близостта на селото с планината Осогово, доста хора се занимавали с каменоделство.
В района от около две десетилетия се отглежда арония и по-добрите имоти се арендуват на ниски цени..
При избухването на Балканската война един човек от Гърляно е доброволец в Македоно-одринското опълчение.
Училището е построено през 1884 г. съвместно със село Ръсово, на границата между землищата на двете села – на десния бряг на р. Бистрица, на 500 м северно от кръстопътя. Впоследствие и двете села /1936 г./ си построяват самостоятелни начални училища. В Гърляно то е малко южно от шосето. През 1991 г., поради липса на деца, училището е закрито.
В селото не е имало църква – черкували са се в църквата в с. Раненци. През последните години е построена с помощта на дарения църквата „Света Неделя“, в центъра на селото. Тя още не е изографисана, не е осветена и не е действаща.
През 1927 г. в землището на селото е построена ВЕЦ „Осогово“, която е действаща. Същата година селото е електрифицирано. През 1931 г. е открито читалище, през 1946 г. – здравен дом, действащ.
През 1956 г. е учредено ТКЗС „Задружен труд“, което от 1960 г. е в състава на ДЗС Кюстендил, от 1963 г. е към ДЗС Раненци. От 1971 г. – към АПК Кюстендил, а от 1979 г. е към АПК „Румена войвода – с. Гърляно
След 1991 г. се извършва ликвидация, земята е върната на бившите собственици и техните наследници, но част от имотите запустяват. Увеличава се популацията на диви прасета.
Селото е електрифицирано (1927) и водоснабдено (1967). Изградени са дъждомерна станция, поща (1967). Построени са нови селскостопански и административни сгради, кравеферма. Главните улици са асфалтирани.
През 80-те на ХХ в. е изградена административна сграда на МОК „Осогово“, чията дейност е за добив на олово, цинк, сребро. В края на 90-те години на ХХ век предприятието е обявено в несъстоятелност, продадено и ликвидирано.
В селото през 2000 г. е открито Предприятие за ресторантско и кухненско обзавеждане. В края на селското землище, в съседство със с. Раненци, е изградено малко ваканционно селище с четири малки мотела, ресторант
и резервоари за пъстърва.

## Исторически, културни и природни забележителности
- Оброк „Света Троица“, „Свети Петър“ и „Свети Димитър“. Намира се на около 1 km югоизточно от кметството при Лажовска махала.
- Архитектурен паметник на загиналите за национално обединение 1912 – 1918 г. в гробищния парк.
- Близо до село Гърляно, в пролома на р. Бистрица, се издигат няколко интересни скални образувания, наречени от местните хора „Влюбената двойка“ „Момини дупки“, „Молещият се великан“.

## Религии
Село Гърляно принадлежи в църковно-административно отношение към Софийска епархия, архиерейско наместничество Кюстендил. Населението изповядва източното православие.
На 30 май 2024 година е осветен храм-параклис в чест на Света великомъченица Неделя. По този начин, след 20 години усилия селото се сдобива с действащ храм. Освещаването е извършено от Велбъждски епископ Исаак, втори викарий на Софийския митрополит.

## Обществени институции
- Кметство Гърляно.
- Читалище „Отец Паисий“ – действащо читалище, регистрирано под номер 1143 в Министерство на културата на Република България.

## Редовни събития
- Георгьовден – събор на животновъдите от Каменица.
- Петковден – курбан в памет на загиналите във войните.
- Павловден – събор през ХХ век в местността „Планиница“, където се събират землищата на селата Долно село и Раненци. Най-големият събор в миналото в Кюстендилска околия.